# Seznam představitelů Černé Hory
Seznam představitelů Černé Hory zahrnuje vladyky Černé Hory, panovníky černohorského knížectví, království Černá Hora, titulární krále království Černá Hora, představitele socialistické republiky Černá Hora, prezidenty, premiéry a ústavní soudce Černé Hory.
Vládci knížectví Duklja a Zeta jsou uvedeni v Seznamu panovníků Černé Hory.

## Vladykové (kníže-biskup) Černé Hory (1516–1696)
- Vavil (1493–1520)
- German II. (1520–1530)
- Pavle (1530-1532)
- Vasilije (1532-1540)
- Nikodim (1540)
- Romil (1540-1559)
- Makarije (1560–1561)
- Ruvim (1561–1569)
- Pahomije II. Komanin (1569–1579)
- Gerasim (1575–1582)
- Venijamin (1582–1591)
- Nikanor (1591–1593)
- Stefan (1591–1593) (společně s Nikanorem)
- Ruvim II. Boljević-Njegos (1593–1636)
- bez vládce (1636–1639)
- Mardarije Kornečanin (1639–1649)
- Visarion (1649–1659)
- Mardarije II. Kornečanin (1659–1673)
- Ruvim III. Boljević (1673–1685)
- Vasilije II. Velikrasić (1685)
- Visarion II. Bajica (1685–1692)
- bez vládce (1692–1694)
- Sava I. Kaluđerović (1694–1696)

Dynastie Petrović-Njegoš
- Danilo I. (1696-1735)
- Sava II. (1735-1781)
- Vasilije III. (1750-1766) (společně se Savou II.) 
  - Šćepan "Mali" (1767-1773)
  - Arsenije II. Plamenac (1781-1782), regent–převzal hodnost, ale ne pozici panovníka)
- Petar I. (1782-1830)
- Petar II. (1830-1851) 
  - Pero Petrović-Njegoš (1851-1852), regent–převzal hodnost, ale ne pozici panovníka)
- Danilo II. (1852-1852)

## Černohorské knížectví
Dynastie Petrović-Njegoš
- Danilo II. (1852-1860)
- Nikola I. (1860-1910)

## Království Černá Hora
Dynastie Petrović-Njegoš
- Nikola I. (1910–1918)

### Titulární králové Černé Hory
- Nikola I. Petrović-Njegoš (1918–1921)
- Danilo III. Petrović-Njegoš (1921)
- Michal Petrović-Njegoš (1921–1986)
- Nikola II. Petrović-Njegoš (od 1986)

## Černá Hora v Jugoslávii (1918–2006)

### Předseda Zemského protifašistického výboru národního osvobození Černé Hory a Boky (1943–1944)
- Nikola Miljanić (1943-1944)

### Předseda Černohorského protifašistického shromáždění národního osvobození (1944–1946)
- Nikola Miljanić (1944-1946)

### Předseda Předsednictva Ústavodárného shromáždění (1946–1947)
- Miloš Rašović (1946–1947)

### Předsedové Předsednictva Lidového shromáždění (1947–1953)
- Miloš Rašović (1947–1950)
- Nikola Kovačević (1950–1953)

### Předsedové Lidového shromáždění Lidové republikyČerná Hora(1953–1963) a ShromážděníSocialistické republiky Černá Hora(1963–1974)
- Nikola Kovačević	(1953)
- Blažo Jovanović (1953–1962)
- Filip Bajković (1962–1963)
- Andrija Mugoša (1963–1967)
- Veljko Milatović (1967–1969)
- Vidoje Žarković (1969–1974)

### Předsedové Předsednictva Socialistické republikyČerná Hora(1974–1990)
- Veljko Milatović (1974–1982)
- Veselin Đuranović (1982–1983)
- Marko Orlandić (1983–1984)
- Miodrag Vlahović (1984–1985)
- Branislav Šoškić (1985–1986)
- Radivoje Brajović (1986–1988)
- Božina Ivanović (1988–1989)
- Slobodan Simović (1989)
- Branko Kostić (1989–1990)

### Prezidenti Černé Hory v rámci Jugoslávie (1990–2006)
- Momir Bulatović (1990–1998)
- Milo Đukanović (1998–2002)
- Filip Vujanović (2002–2003)
- Rifat Rastoder a Dragan Kujović (2003)
- Filip Vujanović (2003–2006)

## Prezidenti Černé Hory
- Filip Vujanović (3. červen 2006 – 20. květen 2018)
- Milo Đukanović (20. květen 2018 - 20. květen 2023)
- Jakov Milatović (od 20. května 2023)

## Předsedové vlád Černé Hory

### Předseda vlády království Černá Hora (1910–1918)
- Lazar Tomanovic (1910-1912)
- Mitar Martinovic (1912-1913)
- Janko Vukotic (1913-1915)
- Milo Matanovic (1915-1916)

od 1916 vláda v exilu > Černá Hora obsazena Centrálními mocnostmi
- Lazar Mijuskovic (1916)
- Andrija Radovic (1916-1917)
- Milo Matanovic (1917)
- Evgenije Popovic (1917-1919)

### Předseda vlády (1945–1953)
- Blažo Jovanović (1945–1953)

### Předsedové výkonného výboru (1953–1990)
- Blažo Jovanović (1953)
- Filip Bajković (1953–1962)
- Đorđije Pajković (1962–1963)
- Veselin Đuranović (1963–1966
- Mijuško Šibalić (1966–1967)
- Vidoje Žarković (1967–1969)
- Žarko Bulajić (1969–1974)
- Marko Orlandić (1974–1978)
- Momčilo Cemović (1978–1982)
- Radivoje Brajović (1982–1986)
- Vuko Vukadinović (1986–1989)
- Radoje Kontić (1989–1991)

### Předsedové vlády (od1991)
- Milo Đukanović (1991–1998)
- Filip Vujanović (1998–2002)
- Dragan Đurović (2002–2003), zastupující [1]
- Milo Đukanović (2003–2006)
- Željko Šturanović (2006–2008)
- Milo Đukanović (2008–2010)
- Igor Lukšić (2010–2012)
- Milo Đukanović (2012–2016)
- Duško Marković (2016-2020)
- Zdravko Krivokapič (2020-2022)
- Dritan Abazović (od 2022-2023)
- Milojko Spajić (od 2023)

## Předsedové Ústavního soudu (od1963)
- Nikola Djakonović (1963–1968)
- Jefto Šćepanović (1968–1974)
- Mijat Šuković	(1974–1982)
- Momčilo Vučinić 	(1982–1986)
- Branislav Ivanović (1986–1988)
- Slobodan Blagojević (1988–1991)
- Ljubomir Spasojević (1991–1993)
- Blagota Mitrić (1993–2000)
- Nikola Vujanović (2000–2002)
- Radoje Korać (2002–2005)
- Mladen Vukčević (2005–2007)
- Milan Marković (od 2007)